# Prevail II
Prevail II è il quinto album in studio del gruppo musicale canadese Kobra and the Lotus, pubblicato il 27 aprile 2018 dall'etichetta Napalm Records.

## Promozione
In anticipo alla sua pubblicazione, il gruppo ha pubblicato due singoli: Losing My Humanity e Let Me Love You, usciti il 2 e il 28 marzo 2019.
Il 26 aprile è stato presentato anche il videoclip per The Chain, brano originariamente interpretato dai Fleetwod Mac.

## Tracce
1. Losing My Humanity – 4:22
2. Let Me Love You – 4:32
3. Ribe – 2:07
4. My Immortal – 5:03
5. Human Empire – 4:50
6. Heartache – 4:33
7. Velvet Roses – 4:08
8. Modern Day Hero – 5:59
9. You're Insane – 5:04
10. White Water – 6:03
11. The Chain – 2:29 – originariamente interpretata dai Fleetwood Mac

Traccia bonus nell'edizione speciale
1. Let Me Love You (Acoustic) – 4:03